# Eleccions legislatives islandeses de 1983
Les eleccions legislatives islandeses de 1983 es van dur a terme el 23 d'abril d'aquest any per a escollir als membres de l'Alþingi. El més votat fou el Partit de la Independència del primer ministre d'Islàndia Steingrímur Hermannsson, qui va formar govern de coalició amb el Partit Progressista

## Resultats electorals
| Partits                 | Partits                                         | Vots    | %     | Escons per cambra | Escons per cambra | Escons per cambra | Escons per cambra |
| Partits                 | Partits                                         | Vots    | %     | Baixa             | +/−               | Alta              | +/−               |
| ----------------------- | ----------------------------------------------- | ------- | ----- | ----------------- | ----------------- | ----------------- | ----------------- |
|                         | Partit de la Independència (D)                  | 50.251  | 38,67 | 15 / 40           | 1                 | 8 / 20            | 1                 |
|                         | Partit Progressista (B)                         | 24.754  | 19,05 | 10 / 40           | 1                 | 4 / 20            | 2                 |
|                         | Aliança Popular (G)                             | 22.490  | 17,31 | 7 / 40            | =                 | 3 / 20            | 1                 |
|                         | Partit Socialdemòcrata (A)                      | 15.214  | 11,71 | 4 / 40            | 3                 | 2 / 20            | 1                 |
|                         | Aliança de Socialdemòcrates (C)                 | 9.489   | 7,30  | 2 / 40            | Nou               | 2 / 20            | Nou               |
|                         | Llista de les Dones (V)                         | 7.125   | 5,48  | 2 / 40            | Nou               | 1 / 20            | Nou               |
|                         | Votants independents als fiords occidentals (T) | 639     | 0,49  | 0 / 40            | Nou               | 0 / 20            | Nou               |
|                         |                                                 |         |       |                   |                   |                   |                   |
| Vots vàlids             | Vots vàlids                                     | 129.962 | 97,49 |                   |                   |                   |                   |
| Vots blancs i nuls      | Vots blancs i nuls                              | 3.342   | 2,51  |                   |                   |                   |                   |
| Total                   | Total                                           | 133.304 | 100   | 40                | =                 | 20                | =                 |
| Abstenció               | Abstenció                                       | 17.673  | 11,71 |                   |                   |                   |                   |
| Inscrits / participació | Inscrits / participació                         | 150.977 | 88,29 |                   |                   |                   |                   |